# Bezafibrate
Bezafibrate (được bán trên thị trường là Bezalip và nhiều tên thương hiệu khác) là một loại thuốc fibrate được sử dụng như một chất làm giảm lipid để điều trị tăng lipid máu. Nó giúp giảm cholesterol LDL và chất béo trung tính trong máu, và tăng HDL.
Nó được cấp bằng sáng chế vào năm 1971 và được chấp thuận cho sử dụng y tế vào năm 1978.

## Sử dụng trong y tế
Bezafibrate cải thiện các dấu hiệu tăng lipid máu kết hợp, giảm LDL và triglyceride hiệu quả và cải thiện mức HDL. Tác dụng chính đối với bệnh suất tim mạch là ở những bệnh nhân mắc hội chứng chuyển hóa, các đặc điểm bị suy giảm do bezafibrate. Các nghiên cứu cho thấy ở những bệnh nhân bị suy yếu dung nạp glucose, bezafibrate có thể trì hoãn tiến triển thành bệnh tiểu đường, và ở những người bị kháng insulin, nó làm chậm tiến triển trong dấu hiệu nghiêm trọng của HOMA. Ngoài ra, một nghiên cứu quan sát trong tương lai ở bệnh nhân rối loạn lipid máu mắc bệnh tiểu đường hoặc tăng đường huyết cho thấy bezafibrate làm giảm đáng kể nồng độ hemoglobin A1c (HbA1c) như là một chức năng của nồng độ HbA1c cơ bản, bất kể sử dụng đồng thời thuốc trị đái tháo đường.

## Tác dụng phụ
Độc tính chính là gan (men gan bất thường); bệnh cơ và trong các trường hợp hiếm gặp tiêu cơ vân đã được báo cáo.

## Công dụng khác
Công ty công nghệ sinh học Úc Giaconda kết hợp bezafibrate với axit chenodeoxycholic trong một sự kết hợp thuốc chống viêm gan C được gọi là Hepaconda.
Bezafibrate đã được chứng minh là làm giảm quá trình tăng phospho protein tau và các dấu hiệu khác của bệnh tau ở chuột biến đổi gen có đột biến tau ở người.
Các nhà nghiên cứu tại Đại học Birmingham đã tìm thấy sự kết hợp của một loại thuốc làm giảm cholesterol, bezafibrate và steroid tránh thai, medroxyprogesterone acetate.

## Phương thức hành động
Giống như các fibrate khác, bezafibrate là chất chủ vận của PPARα; một số nghiên cứu cho thấy nó có thể có một số hoạt động trên PPARγ và PPARδ.

## Tổng hợp
Bằng chứng nữa cho thấy dung sai số lượng lớn đáng kể có sẵn ở vị trí para được đưa ra bởi tác nhân hạ lipid bezafibrate. 

Tổng hợp Bezafibrate: E. Witte và cộng sự, ; eidem, (cả năm 1973 đến Boehringer, Mann.).

P-chlorobenzamide của tyramine trải qua quá trình tổng hợp ether Williamson với ethyl 2-bromo-2-methylpropionate để hoàn thành quá trình tổng hợp. Nhóm ester bị thủy phân trong môi trường phản ứng kiềm.

## Lịch sử
Bezafibrate được giới thiệu lần đầu tiên bởi Boehringer Mannheim vào năm 1977.